# Liste der Auslandsvertretungen Islands

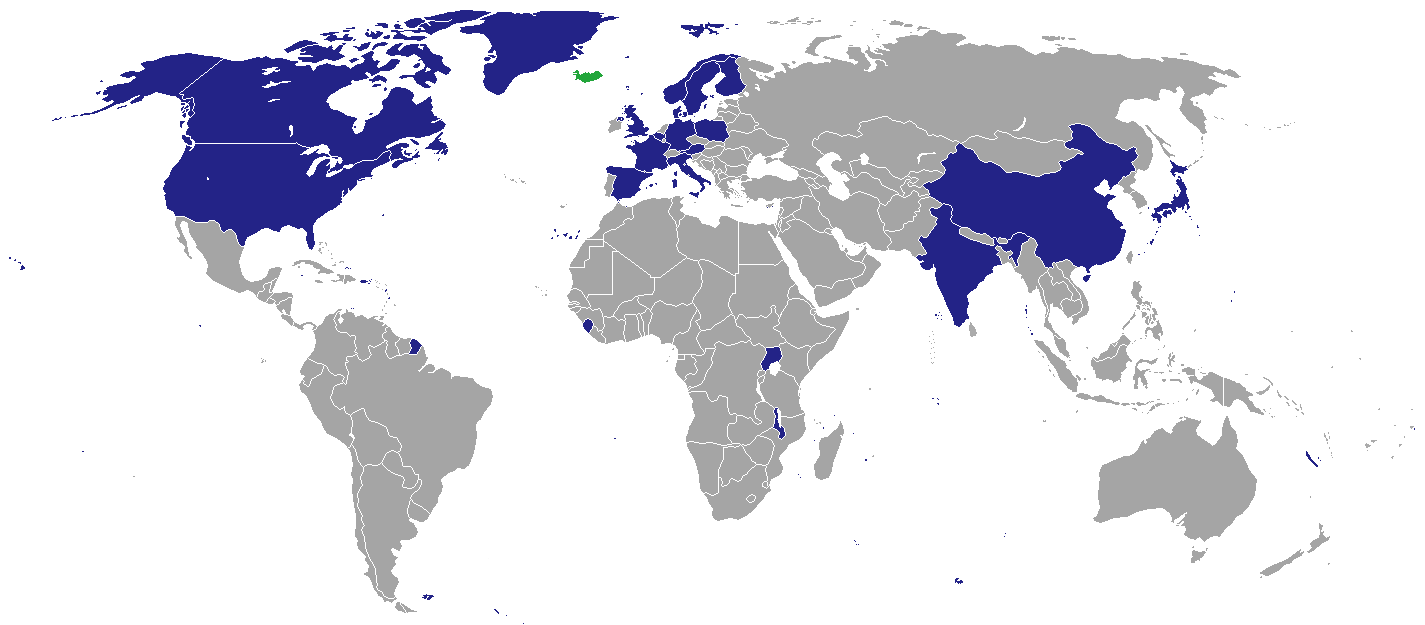
Standorte der diplomatischen Vertretungen Islands

Dies ist eine Liste der diplomatischen Vertretungen Islands. Island unterhält ein Netzwerk von 19 Botschaften weltweit.

## Diplomatische Vertretungen

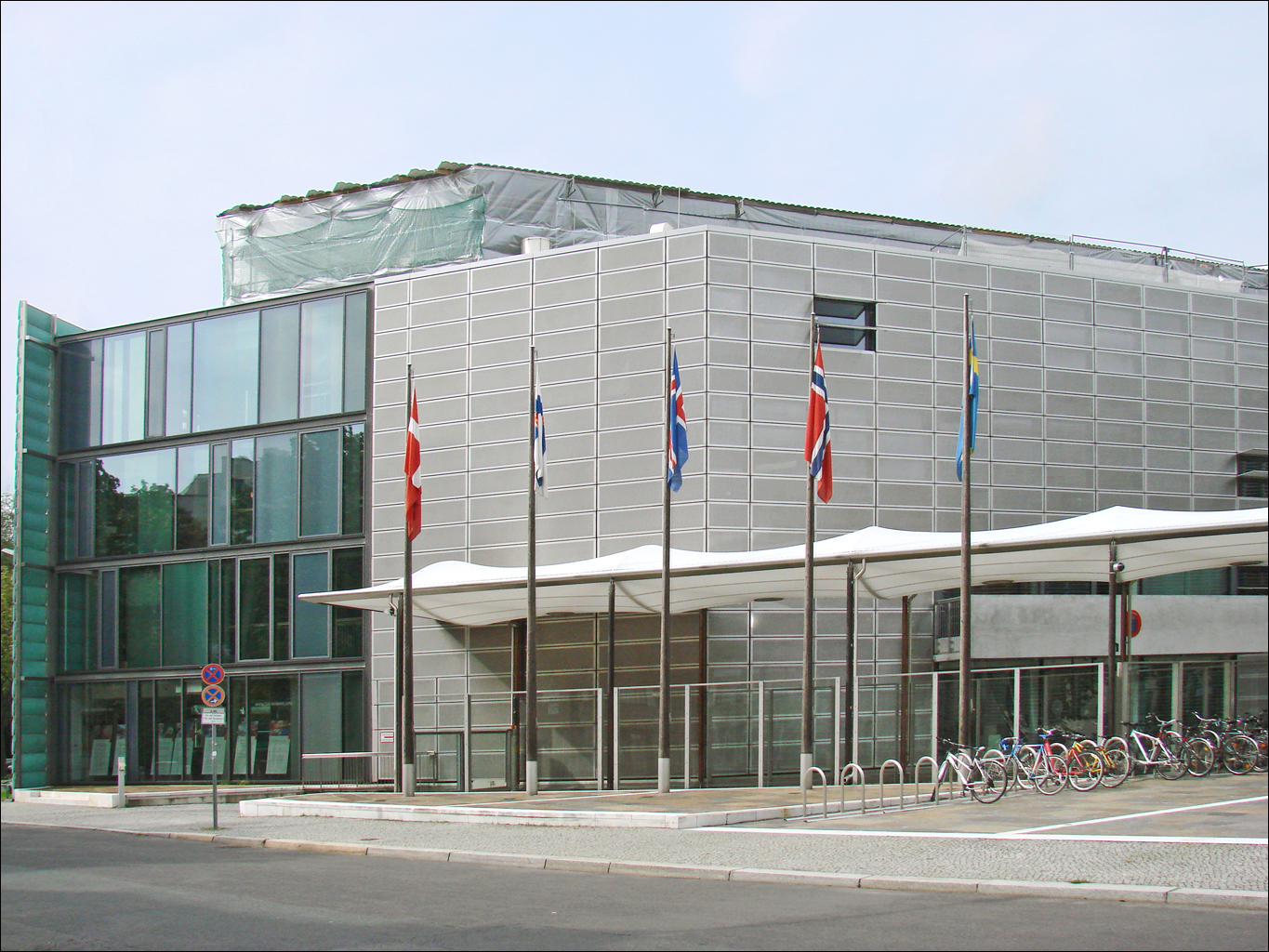
Isländische Botschaft in Berlin

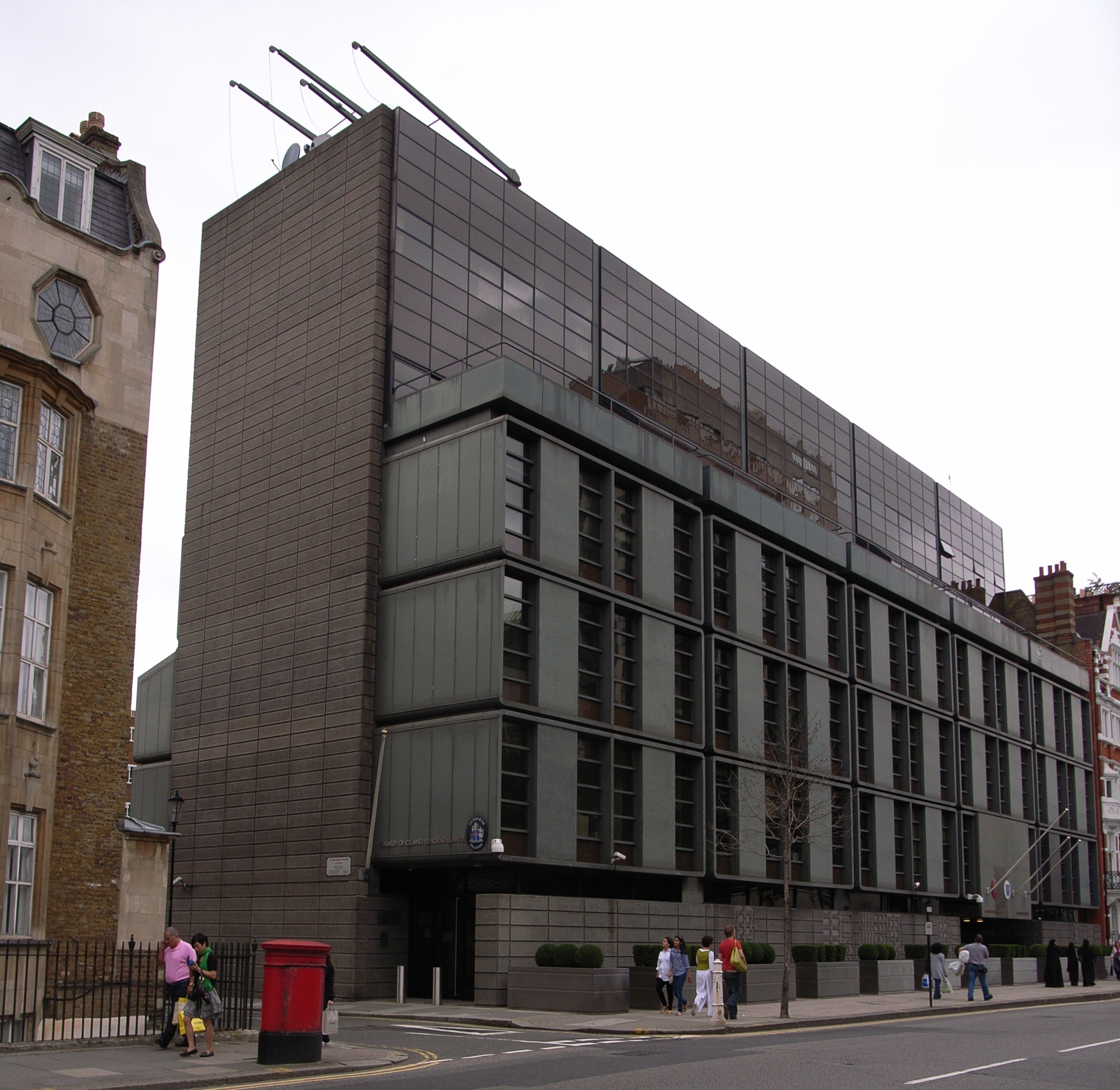
Isländische Botschaft in London

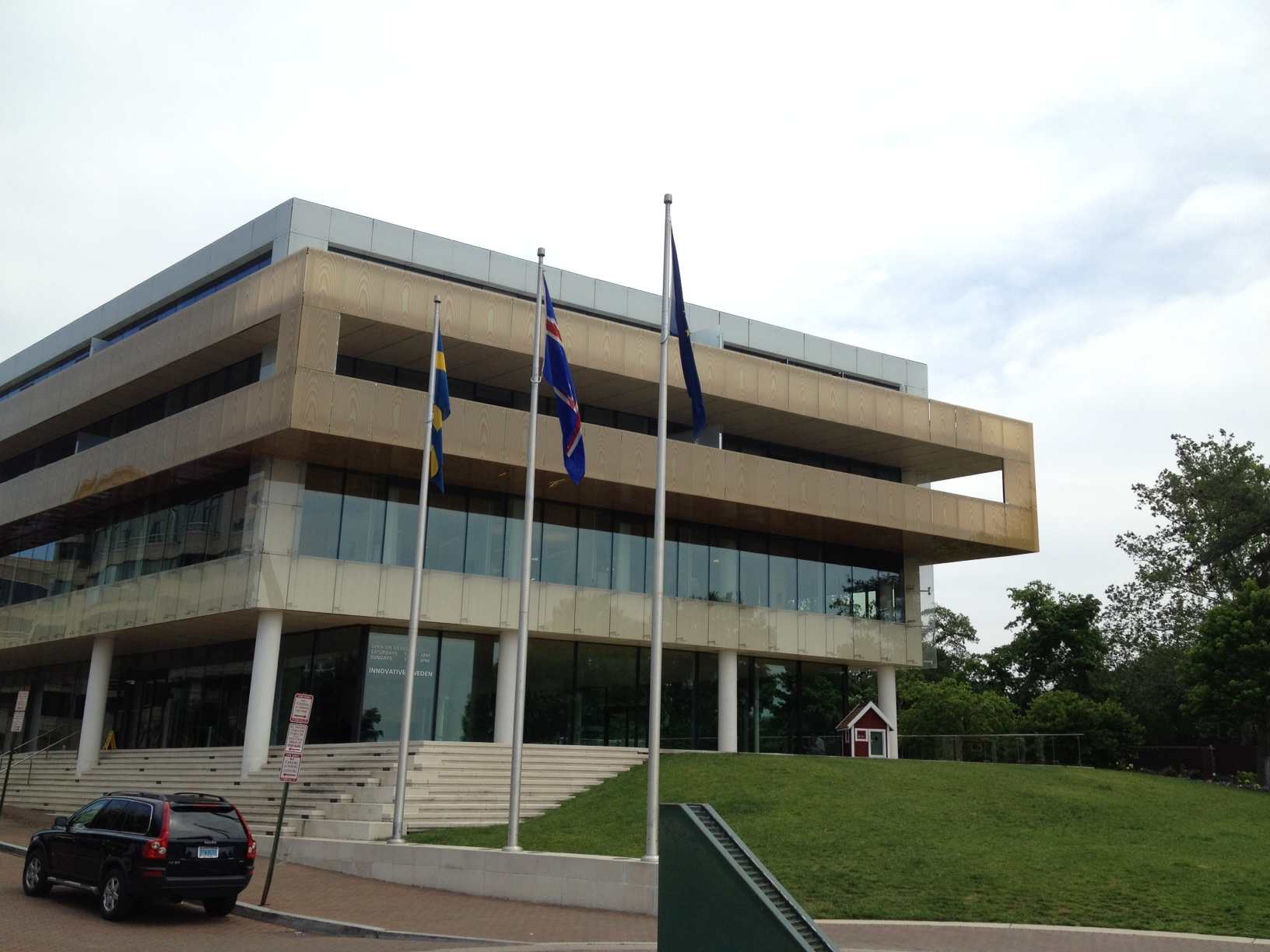
Isländische Botschaft in Washington, D.C.

### Afrika
- Malawi: Lilongwe, Botschaft
- Sierra Leone: Freetown, Botschaft
- Uganda: Kampala, Botschaft

### Asien
- Volksrepublik China: Peking, Botschaft
- Indien: Neu-Delhi, Botschaft
- Japan: Tokio, Botschaft

### Europa
| - Belgien: Brüssel, Botschaft - Dänemark: Kopenhagen, Botschaft - Dänemark: Nuuk, Grönland, Generalkonsulat - Dänemark: Tórshavn, Färöer, Generalkonsulat - Deutschland: Berlin, Botschaft - Finnland: Helsinki, Botschaft - Frankreich: Paris, Botschaft | - Norwegen: Oslo, Botschaft - Österreich: Wien, Botschaft - Polen: Warschau, Botschaft - Schweden: Stockholm, Botschaft - Schweiz: Genf, Botschaft - Vereinigtes Königreich: London, Botschaft |

### Nordamerika
| - Kanada: Ottawa, Botschaft - Kanada: Winnipeg, Generalkonsulat | - Vereinigte Staaten: Washington, D.C., Botschaft - Vereinigte Staaten: New York, Generalkonsulat |

## Vertretungen bei internationalen Organisationen
- Europäische Union: Brüssel, Ständige Vertretung
- Europarat: Straßburg, Ständige Vertretung
- Vereinte Nationen: New York, Ständige Vertretung
- Vereinte Nationen: Genf, Ständige Vertretung
- Organisation des Nordatlantikvertrags (NATO): Brüssel, Ständige Vertretung
- Organisation für Sicherheit und Zusammenarbeit in Europa (OSZE): Wien, Ständige Vertretung
- Organisation für wirtschaftliche Zusammenarbeit und Entwicklung (OECD): Paris, Ständige Vertretung